# Carl Ludwig von Schenck
Carl Ludwig von Schenck (* 16. August 1752 in Wegenstedt; † 1821 in Nürnberg) war ein Geheimer Rat, Erb-, Lehn- und Gerichtsherr auf Böddensell, Domersleben in der Altmark und Kleinlauchstädt im Hochstift Merseburg sowie Kirchenpatron zu Wegenstedt. In seinen letzten Lebensjahren verließ er die Altmark und das Kurfürstentum Sachsen, um unverheiratet in der fränkischen Hauptstadt Nürnberg zu leben.

## Leben

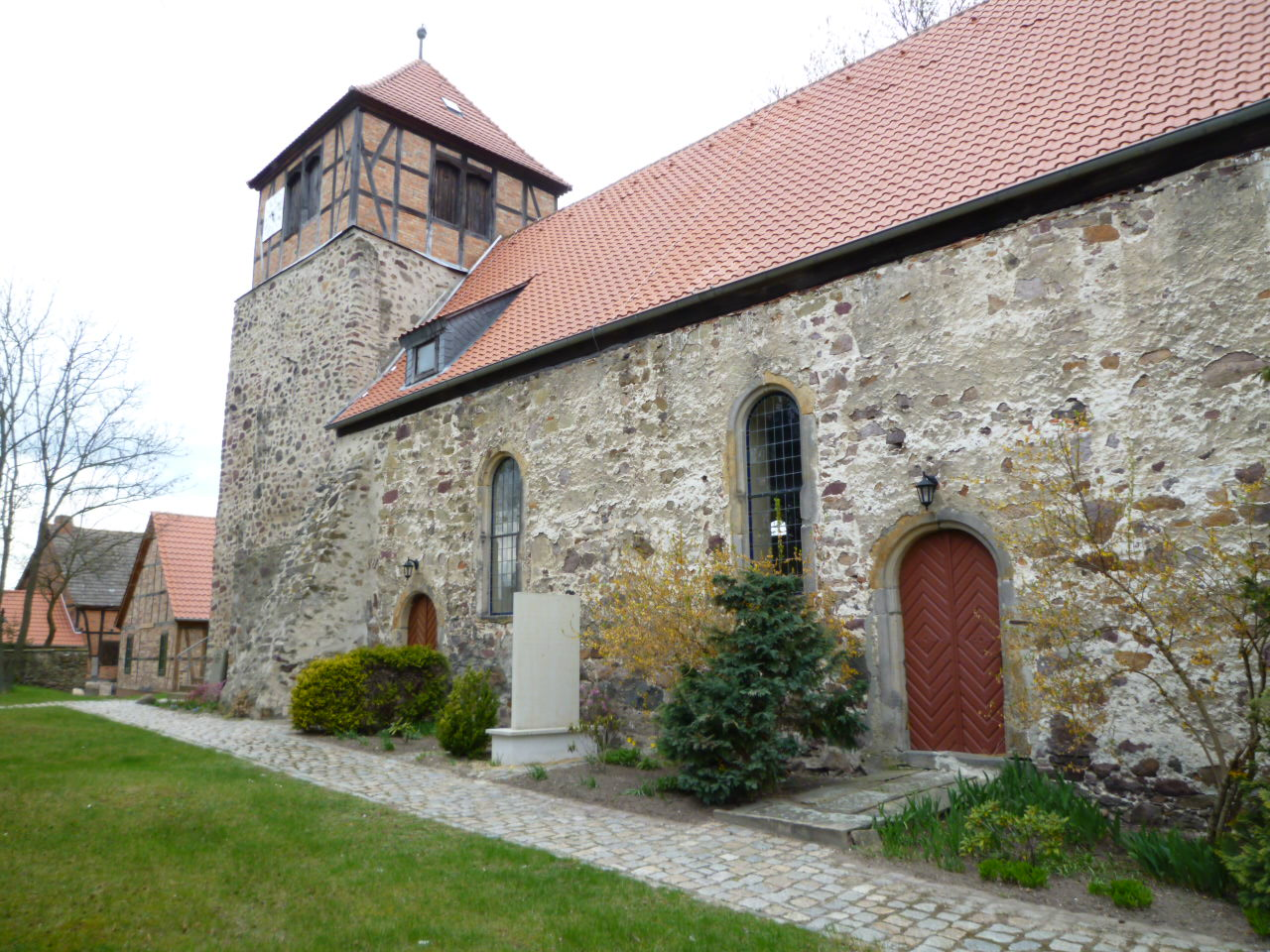
Carl Ludwig von Schenck war Patronatsherr der Kirche in Wegenstedt

Er stammte aus dem altmärkischen Adelsgeschlecht Schenck von Flechtingen. Seine adligen Vorfahren waren ursprünglich Mundschenken gewesen.
Die Eltern von Carl Ludwig von Schenck waren Jacob Carl von Schenck, Erb- und Gerichtsherr auf Böddensell und Domersleben, auch Kirchenpatron zu Wegenstedt und Sophia Henriette geb. von Platen. Carl Ludwig wurde durch Privat-Informatoren und den Wegenstedter Pfarrer Dransfeld unterrichtet. Später ging er zum Militär.
Sein Vater hatte nach dem Tod von Jacob von Schenck 1732 das Gut Böddensell erhalten. Dort erbaute dieser im folgenden Jahr ein adeliges Haus, das er später noch um eine Kapelle im Inneren ergänzte, wo der Pfarrer Dransfeld aus Wegenstedt vierzehntäglich die Sonntagspredigt hielt. Dieses Gutshaus, das heute als Schloss bezeichnet wird und mitten in einer Parkanlage liegt, steht unter Denkmalschutz. Er wurde 2001 saniert.
Als Jacob Carl von Schenck starb, fiel Böddensell an seinen jüngsten Sohn Carl Ludwig von Schenck. Doch dieser strebte nach Höherem. Am 15. Juni 1789 erwarb er von den vier Söhnen des verstorbenen Quedlinburger Kauf- und Handelsmann Heinrich Salfeldt das Rittergut Kleinlauchstädt, das er am 20. Juni 1795 an Johann Christian Starke aus Leipzig weiterverkaufte, weil er in Franken eine neue Heimat gefunden hatte. Er zog nach Nürnberg, wo er bis zu seinem Lebensende als Geheimer Rat wohnte. Er blieb unverheiratet.
Auch das Rittergut Domersleben verkaufte er 1795. Es blieb allerdings in der Familie, da es am 4. Juni 1795 Jacob August von Schenck käuflich erwarb.
Die Schreibung seines zweiten Vornamens Ludwig lautete zeitgenössisch auch Ludewig mit Binde-e. Er wurde oft auch als Baron angeredet, später erhielt seine Familie offiziell den Freiherren-Titel.